# فيجاي أناند
فيجاي أناند (بالإنجليزية: Vijay Anand)‏ هو صحفي هندي، ولد في 7 مارس 1969 في كويمباتور في الهند.